# Орахова (Градишка)
Орахова (серб. Орахова) —  населённый пункт (посёлок) в общине Градишка, который принадлежит энтитету Республике Сербской, Босния и Герцеговина. Расположен в 20 км к западу от города Градишка, на побережье реки Сава, пограничной с Хорватией.

## Население
Численность населения посёлка Орахова по переписи 2013 года составила 2 548 человек.
Этнический состав населения населённого пункта по данным переписи 1991 года:
- боснийские мусульмане — 2.343 (94,51 %),
- сербы — 80 (3,22 %),
- хорваты — 24 (0,96 %),
- югославы — 14 (0,56 %),
- прочие — 18 (0,72 %),

Всего: 2.479 чел.